# Second Party System
Second Party System è un termine, utilizzato da storici e politologi, per definire il sistema dei partiti politici operante negli Stati Uniti d'America dal 1828 al 1852 circa, dopo la fine della precedente fase denominata First Party System. Il secondo sistema bipartitico fu caratterizzato dalla crescente partecipazione degli elettori, come dimostrato dall'affluenza alle diverse tornate elettorali succedutesi a partire dal 1828, da un maggiore numerosità del pubblico dei comizi elettorali, dalla presenza di diversi giornali di parte e dall'alto grado di fidelizzazione ai partiti.
In questa fase storica, due grandi partiti hanno dominato il panorama politico: il Partito Democratico, guidato da Andrew Jackson, e il Partito Whig, che sotto l'egida di Henry Clay dei repubblicani nazionali riuniva gli oppositori di Jackson. Oltre alle due maggiori formazioni, altri partiti minori hanno avuto un ruolo nel periodo in esame; fra questi il Partito Antimassonico, importante innovatore dal 1827 al 1834; il Partito della Libertà, prima formazione abolizionista sorta nel 1840, nonché il Free Soil Party che, nelle elezioni presidenziali del 1848 e del 1852, si opponeva alla diffusione della schiavitù nei nuovi territori. Il Second Party System rifletteva e modellava le correnti politiche, sociali, economiche e culturali dell'era jacksoniana, fino alla successiva fase politica, c.d. Third Party System.
Lo storico Frank Towers sottolinea l'importante divario ideologico fra i due partiti più grandi che consisteva nell'idea che "i Democratici rappresentavano la 'sovranità del popolo' espressa nelle manifestazioni popolari, nelle convenzioni congressuali e nel governo della maggioranza come principio generale, mentre i Whigs sostenevano lo stato di diritto, scritto ed immutabile nella costituzione, nelle leggi e nella protezione degli interessi della minoranza contro la tirannia della maggioranza".

## Principali caratteristiche
Lo storico Richard P. McCormick è il maggiore contributore della definizione di second party system e associa a tale sistema le seguenti caratteristiche:
- Era un sistema partitico con formazioni distinte.
- Si è formato in un periodo di 15 anni circa, variabile a seconda dello stato.
- È stato prodotto da leader che concorrevano per la presidenza, con contendenti che formavano le proprie coalizioni nazionali.
- Gli effetti in aree geografiche definite hanno fortemente influenzato gli sviluppi dei partiti, con le forze di Adams più forti nel New England, ad esempio, e i Jacksoniani nel sud-ovest.
- Per la prima volta la politica bipartitica fu estesa al Sud e all'Ovest (in precedenza aree a partito unico).
- In ogni area geografica i due partiti erano pressoché identici in termini numerici: fu il primo sistema partitico a dimostrarsi in effetti bipolare.
- A causa dell'equilibrio geografico, era fortemente influenzato dalle questioni specifiche del proprio territorio (come la schiavitù).
- I due partiti sono comparsi in ogni stato contendendosi il voto e le cariche pubbliche statali.
- L'improvviso emergere di un sud bipartitico nel 1832-1834 (principalmente come reazione contro Van Buren) fu la situazione più critica.
- Il partito antimassonico divenne forte solo in quegli stati in cui il secondo partito era debole.
- I metodi organizzativi variavano in qualche modo, ma ovunque la convention sostituì il caucus.
- I partiti avevano un proprio specifico interesse, nella ricerca di cariche pubbliche dei propri attivisti.
- Il sistema produsse un nuovo stile di campagna popolare.
- L'affluenza degli elettori non fu influenzata da candidati carismatici, o questioni particolari, ma dal susseguirsi di elezioni ravvicinate.
- In una certa misura, i leader hanno creato, o modellato, i relativi partiti a loro immagine.[6]

## Leader
Nelle file del Partito Democratico le figure più note e carismatiche furono: Andrew Jackson, Martin Van Buren, John C. Calhoun, James K. Polk, Lewis Cass e Stephen Douglas. Dalla parte dei Whig invece i leader principali furono: John Quincy Adams, Henry Clay, Daniel Webster, William H. Seward e Thurlow Weed. Secondo lo storico Robert Remini:
Il contributo creativo di Van Buren allo sviluppo politico della nazione è stato enorme e come tale si è guadagnato la presidenza. Dopo aver ottenuto il controllo del Partito Democratico Repubblicano di New York, organizzò l'Albany Regency per dirigere lo stato in sua assenza mentre perseguiva una carriera nazionale a Washington. La Reggenza consisteva nel controllo governativo ad Albany attraverso un gruppo di uomini politicamente astuti e molto intelligenti. Fu una delle prime macchine politiche in tutto lo stato nel paese, il cui successo derivava dall'uso professionale del patronato, del comitato legislativo e del giornale ufficiale del partito ... [A Washington] si adoperò per realizzare la riorganizzazione del Partito Democratico Repubblicano attraverso un'alleanza tra quelli che chiamava "i piantatori del sud e i semplici repubblicani del nord" ... Finora i partiti erano considerati mali da tollerare; Van Buren sostenne che proprio il sistema dei partiti era il modo più sensato e intelligente in cui gli affari della nazione potevano essere condotti democraticamente, un punto di vista che alla fine ottenne l'approvazione nazionale.

## Origini
Le elezioni presidenziali del 1824 si svolsero senza partiti politici e si ridussero ad una gara fra quattro uomini, tutti formalmente repubblicani democratici. Ognuno dei candidati - Henry Clay, William Crawford, Andrew Jackson e John Quincy Adams - aveva una base territoriale di sostegno che coinvolgeva fazioni nei vari stati. Nessuno dei quattro ottenne la maggioranza del collegio elettorale, ed in tale situazione la scelta del nuovo presidente, fra i tre più votati, passò alla Camera dei rappresentanti degli Stati Uniti. Clay, giunto quarto nella votazione popolare e quindi escluso dalla scelta, negoziò l'accordo parlamentare, in quanto presidente della Camera, che portò all'incarico presidenziale. Nonostante fosse stato il più votato dal popolo ed avesse ottenuto il maggior numero di voti elettorali, Jackson non fu eletto. A spuntarla fu John Quincy Adams, figlio dell'ex presidente John Adams, che immediatamente nominò Clay come Segretario di Stato.
Jackson denunciò a gran voce l'accordo, definendolo "patto corrotto", ed avviò una vigorosa campagna di mobilitazione pubblica lanciando una crociata contro la corruzione che vide a Washington. Facendo appello alle compagnie della milizia locale, come il più famoso dei combattenti indiani della nazione, nonché eroe della guerra del 1812, ed alle fazioni politiche dei singoli Stati, Jackson riunì una coalizione, cellula embrionale del Partito Democratico, che sconfisse Adams nelle successive elezioni presidenziali del 1828. Martin Van Buren, brillante leader politico di New York, svolse un ruolo cruciale a supporto di Jackson, apportando al candidato democratico i numerosi voti elettorali della Virginia e della Pennsylvania. Van Buren fu quindi ricompensato con la nomina a Segretario di Stato, durante il primo mandato di Jackson, e successivamente la candidatura e l'elezione alla vicepresidenza, quale erede della tradizione jacksoniana. L'ala del Partito Democratico-Repubblicano capeggiata da Adams e Clay divenne nota come National Republicans, sebbene Adams non si considerò mai vincolato al partito.
Il trionfo jacksoniano nel 1828 viene così speigato da Norton:
I jacksoniani credevano che la volontà del popolo avesse finalmente prevalso. Attraverso una coalizione, riccamente finanziata, di partiti statali, leader politici e direttori di giornali, un movimento popolare aveva eletto il presidente. I Democratici divennero il primo partito nazionale ben organizzato... e l'organizzazione rigida dei partiti divenne il segno distintivo della politica americana del diciannovesimo secolo.
Dietro i programmi politici delle diverse fazioni statali e nazionali c'era una prospettiva ampiamente condivisa che caratterizzava i Democratici:
I Democratici rappresentavano una variegata gamma di punti di vista, ma tutti condividevano l'ideale jeffersoniano di una società agraria. Consideravano il governo centrale il nemico della libertà individuale. Il "patto corrotto" del 1824 aveva rafforzato il loro sospetto sulla politica della capitale [...] I jacksoniani temevano la concentrazione del potere economico e politico. Ritenevano che l'intervento del governo nell'economia avvantaggiasse i gruppi di interesse e creasse monopoli in favore dei soggetti più abbienti. Cercavano quindi di ripristinare l'indipendenza individuale - dell'artigiano e dell'agricoltore ordinario - ponendo fine al sostegno federale di banche e società e limitando l'uso della valuta cartacea, di cui diffidavano. La loro visione del ruolo svolto dal governo tendeva ad essere negativa e l'azione politica di Jackson si espresse ampiamente attraverso atti tesi a negare, piuttosto che a proporre. Jackson esercitò il potere di veto più di tutti i precedenti presidenti messi insieme. Jackson ed i suoi sostenitori si opposero alle riforme anche come movimento. I riformatori erano desiderosi di trasformare i loro programmi in leggi chiedendo un ruolo più attivo del governo. Ma i Democratici tendevano a opporsi a programmi come la riforma dell'istruzione e l'istituzione di un sistema di istruzione pubblica. Credevano, ad esempio, che le scuole pubbliche limitassero la libertà individuale, interferendo con la responsabilità dei genitori, e minassero la libertà di religione, sostituendosi alle scuole ecclesiastiche. Inoltre, Jackson non condivideva neppure le preoccupazioni umanitarie dei riformatori. Non aveva simpatia per gli indiani d'America, iniziando la rimozione dei Cherokee lungo il Sentiero delle lacrime.
Gli storici hanno analizzato anche la genesi del Second Party System a livello locale. Ad esempio, Bruce Bendler sostiene che gli stessi drammatici cambiamenti che stavano ridisegnando il paese erano particolarmente evidenti nel New Jersey, già negli anni '20 dell'Ottocento. Il nuovo sistema politico è poi emerso prima della fine del decennio, quando gli elettori si sono polarizzati a sostegno di Jackson, ovvero in sua opposizione. Inoltre, la "Rivoluzione del mercato" era ben avviata, poiché l'industrializzazione e il potenziamento delle reti di trasporto rendevano più forte la crescente economia locale e imprenditori e politici guidavano e promuovevano questi cambiamenti. Ad esempio, William N. Jeffers della Contea di Salem, nel New Jersey, costruì il suo successo politico sulla leadership con le forze jacksoniane a livello locale, e contemporaneamente fece fortuna costituendo una banca e costruendo un mulino a vapore.

## Jackson: la guerra alle banche
Jackson si considerava un riformatore, ma era fedele ai vecchi ideali del repubblicanesimo e si opponeva aspramente a tutto ciò che appariva come privilegio a beneficio di interessi particolari. Durante la propria presidenza, Jackson non partecipò a duelli, ma lo aveva fatto, prima di essere eletto, sparando contro alcuni avversari politici, ed era altrettanto risoluto a sconfiggere i suoi nemici nella battaglia della politica. Il Secondo sistema bipartitico è nato principalmente a causa della determinazione di Jackson di annientare la Seconda Banca degli Stati Uniti. Con sede a Filadelfia ed uffici nelle principali città del paese, la Seconda Banca operava in qualche modo come una banca centrale (come il Federal Reserve System un secolo dopo). Banchieri e politici locali, infastiditi dai controlli esercitati dal presidente della Seconda Banca, Nicholas Biddle, si lamentarono in modo molto rumoroso, trovando un alleato nel presidente. A Jackson, infatti, non piacevano le banche (la carta moneta era un anatema per Jackson, che riteneva che solo l'oro e l'argento dovessero circolare) e, dopo una strenua lotta con Henry Clay, il suo principale antagonista, Jackson pose il veto sul rinnovo della concessione della banca di Biddle, che qualche anno dopo fu posta in liquidazione.
Jackson proseguì ad attaccare il sistema bancario e, nel luglio 1836, emise una ordinanza presidenziale - la Specie Circular - con la quale vietava l'uso della carta moneta emessa dalla banche nelle compravendite dei terreni federali, imponendo, per tali transazioni, il pagamento solo con monete d'oro e d'argento. La maggior parte degli uomini d'affari e dei banchieri (ma non tutti) passarono al partito Whig e le città più commerciali ed i centri industriali divennero roccaforti Whig. Jackson, nel frattempo, divenne ancora più popolare tra i contadini e i lavoratori a giornata, che diffidavano dei banchieri e della finanza.
Gli storici dell'economia hanno analizzato l'alto livello di instabilità finanziaria ed economica durante l'era jacksoniana e la maggior parte di essi condivide le conclusioni di Peter Temin. Secondo Temin, l'instabilità fu generata da eventi internazionali, fuori del controllo americano, come le condizioni in Messico, Cina e Gran Bretagna, più che dalle politiche di Jackson. Nel 1995 un sondaggio fra gli storici economici mostrò che la stragrande maggioranza concorda con la conclusione di Temin: "l'inflazione e la crisi finanziaria del 1830 hanno avuto la loro origine in eventi in gran parte al di fuori del controllo del presidente Jackson e si sarebbero verificati indipendentemente dal fatto che avesse agito o meno come ha fatto nei confronti della Seconda Banca degli Stati Uniti."

### Spoils System
Jackson usò sistematicamente il patrocinio federale, per quello che fu chiamato, da lì in poi, Spoils system. Il presidente premiò non solo i suoi sostenitori, ma promise posti di lavoro ai politici locali e statali che si fossero uniti alla sua squadra. Come spiega lo storico Harold Syrett: Quando Jackson divenne presidente, attuò la teoria della rotazione delle cariche, dichiarandola "un principio guida nel credo repubblicano". Jackson credeva che la rotazione delle cariche avrebbe impedito lo sviluppo della corruzione fra chi svolgeva un ruolo pubblico. D'altra parte, i sostenitori di Jackson volevano usare gli incarichi pubblici per premiare i soggetti più leali al partito, per rafforzarne il ruolo e la fedeltà. In pratica, ciò significava sostituire dipendenti pubblici con amici o membri leali del partito. Lo Spoils system non ha avuto origine con Jackson, ma con Thomas Jefferson, quando, dopo l'elezione a presidente, rimosse i titolari di incarichi pubblici di tendenza federalista. Inoltre, Jackson non sostituì tutti coloro che avevano un incarico pubblico: alla fine del suo mandato, aveva licenziato solo meno del venti percento degli originari incaricati. In sintesi, benché Jackson non avviò lo Spoils System, ne incoraggiò la crescita, facendolo diventare una caratteristica fondamentale del Secondo sistema bipartitico, così come del successivo terzo sistema, fino a quando non terminò nel 1890. Come spiega ancora Syrett:
"Sebbene Jackson abbia licenziato molti meno dipendenti federali di quanto la maggior parte dei suoi contemporanei immaginasse e benché non abbia dato origine allo Spoils System, rispetto ai suoi predecessori, egli ha apportato cambiamenti più radicali nella burocrazia federale. Ciò che è ancora più significativo è che Jackson difese questi cambiamenti come atti positivi. Ai nostri giorni, in cui l'uso del clientelismo politico è generalmente considerato un ostacolo al buon governo, vale la pena ricordare che Jackson ed i suoi seguaci hanno sempre descritto la rotazione negli incarichi pubblici come una "riforma". In questo senso, lo spoils system più che un modo per premiare gli amici di Jackson e punire i suoi nemici, fu soprattutto un espediente per rimuovere dalle cariche i rappresentanti dei gruppi politici minoritari che Jackson sosteneva fossero stati corrotti dal loro lungo mandato."

## Modernizzazione Whig
Entrambi i partiti avevano un'origine comune e concordavano su molti principi di base. In particolare, entrambi erano fortemente impegnati a perseguire gli ideali del repubblicanesimo negli Stati Uniti. Nella maggior parte del paese, però, i Whig costituivano la parte più esclusiva e più istruita della popolazione, inoltre erano localizzati nei centri urbani e in genere più legati al ceto imprenditoriale. I Democratici risultavano più forti nei territori di frontiera e nelle aree agricole. Gli immigrati cattolici, soprattutto irlandesi e tedeschi, erano fortemente ed entusiasticamente democratici, mentre i protestanti evangelici, gli immigrati inglesi e scozzesi-irlandesi erano tipicamente Whig. Come spiega Norton, vi erano importanti differenze di policy:
I Whig intenedevano favorire la crescita economica attraverso un attivo governo interventista, i Democratici con un governo centrale limitato. I Whig sostennero la necessità di concessioni statali, una banca centrale e della valuta cartacea. I Democratici erano contrari a tutti e tre i principi. I Whig favorirono riforme più umanitarie rispetto ai Democratici, inclusa l'istituzione di scuole pubbliche, l'abolizione della pena capitale, la riforma delle carceri e del diritto di asilo, nonché interventi maggiormente tolleranti. I Whig erano più ottimisti dei Democratici e, in generale, più intraprendenti. Non si opponevano al supporto di un gruppo specifico, se ciò consentiva la promozione del benessere generale. L'intervento statale in attività societarie, sostenevano, ampliava le opportunità economiche per tutti, lavoratori e agricoltori, allo stesso modo. I Democratici, diffidenti nei confronti dei monopoli e della coercizione morale ed economica, si attenevano al principio jeffersoniano del governo limitato.
Durante la presidenza Jackson, i fautori di un sistema economico più moderno, i banchieri, gli uomini d'affari, gli agricoltori commerciali, molti dei quali erano già repubblicani nazionali, ed i piantatori del sud, irritati dall'approccio di Jackson alla Crisi della Nullificazione, si coagularono in una nuova forza antigovernativa e si chiamavano fra loro Whig. Proprio come i Whig inglesi del XVI secolo - fazione che si opponeva alle mire assolutistiche della corona britannica - anche il nuovo partito si prefiggeva di abbattere colui che chiamarono "re Andrea I". Nel medesimo periodo, nel nord-est del paese, una crociata moralistica contro l'ordine massonico, per sua natura elitario e riservato, si tramutò in un vero e proprio partito politico, il partito anti-massonico, che, forte dell'appoggio dell'ex presidente Adams, presto si unì ai Whig. Jackson reagì utilizzando in maniera più aggressiva il patrocinio federale, alleandosi immediatamente con i leader locali avversari e con una campagna retorica volta ad identificare la Seconda Banca ed i suoi agenti come la più grande minaccia allo spirito repubblicano. Alla fine i partigiani del presidente si chiamarono "Democratici".
I Whig elaborarono un programma mirato a modernizzare l'economia e, per stimolare la creazione di nuove fabbriche e posti di lavoro, proposero un dazio elevato sui manufatti importati. I Democratici sostennero che il programma economico degli avversari avrebbe solo comportato l'arricchimento delle classi abbienti e che la tariffa sulle importazioni avrebbe dovuto essere bassa e limitata alle sole rendite, quindi non avrebbe potuto favorire la produzione.
In ambito finanziario, i Whig sostenevano che, per la crescita dell'economia, erano necessarie banche e carta moneta, mentre i Democratici ribattevano, in modo semplicistico, che "nessun uomo onesto" le vuole. In aggiunta, i Whig affermavano che programmi di lavori pubblici finalizzati a costruire strade, canali e ferrovie avrebbero fornito al paese le infrastrutture necessarie per un rapido sviluppo economico. A queste proposte, la fazione dei Democratici replicava che il paese non voleva quel tipo di cambiamento complesso, piuttosto chiedeva interventi pubblici mirati ad avere più fattorie, o fattorie migliori, per crescere le famiglie nello stile tradizionale. A tale scopo, proseguivano i Democratici, era necessaria più terra da coltivare e quindi spinsero in modo vigoroso per l'espansione a sud ed a ovest. Prima della presidenza, Jackson conquistò la Florida per gli Stati Uniti e, dopo un'intensa opposizione Whig, il suo erede politico, James Polk (1845-1849), aggiunse il Texas, il sud-ovest, la California e l'Oregon. La tappa successiva dell'agenda programmatica di espansione territoriale sarebbe stata Cuba.
Nella maggior parte delle città, gli uomini più abbienti erano solidamente Whig: l'85-90% degli uomini con patrimoni maggiori di $ 100.000, a Boston e New York, votavano Whig. Nell'America rurale, i Whig risultavano forti nelle città e nelle aree commerciali, mentre i Democratici si rafforzavano nelle zone di frontiera e nelle aree più isolate. Le comunità etniche e religiose di immigrati europei, di solito si polarizzavano con i cattolici irlandesi e tedeschi fortemente democratici ed i protestanti pietisti più whiggish.

## Democratizzazione
Il sistema politico americano subì cambiamenti fondamentali nel periodo denominato "democrazia jacksoniana", anche se, in effetti, Jackson approfittò di modifiche e riforme già avviate sfruttandoli per caratterizzare la azione politica. Con le elezioni presidenziali del 1828, per la prima volta, la politica assumeva un ruolo centrale nella vita degli elettori perché, prima di allora, il rispetto per le élite e l'indifferenza generalizzata della maggior parte della popolazione erano tratti distintivi della politica locale in tutto il paese. Il disinteresse verso le scelte elettorali non poteva essere imputato alle leggi sul suffragio, perché queste consentivano la partecipazione di massa di tutti gli uomini bianchi, piuttosto pochi individui erano realmente interessati alla politica, prima del 1828, e ancora meno votavano, o si impegnavano, perché la politica non sembrava importante. Lo shock psicologico seguito al panico del 1819 e l'elezione del 1828 di Andrew Jackson, con la sua personalità carismatica e le sue politiche controverse, mutarono il quadro in modo radicale. Secondo alcuni storici, nel 1840 la rivoluzione era completa: "Con la piena istituzione del secondo sistema bipartitico, le campagne elettorali furono caratterizzate da appelli all'uomo comune, riunioni di massa, parate, celebrazioni ed intenso entusiasmo, mentre le elezioni videro un'elevata partecipazione degli aventi diritto. Nella struttura e nell'ideologia, la politica americana era stata democratizzata."

## Strategie di partito
Entrambe le fazioni - Democratici e Whig - facevano molto affidamento sulla propria rete nazionale di giornali. Alcuni redattori e giornalisti erano, nei rispettivi stati, i principali attori politici e la maggior parte di essi includeva, nei propri articoli, informazioni utili su raduni, discorsi e candidati, nonché il testo dei principali discorsi e delle piattaforme elettorali.

### Punti di forza
I Whig ebbero una forte organizzazione nella maggior parte degli stati, restando deboli solo nelle zone della frontiera. Erano più forti nel nord-est e tra gli esponenti imprenditoriali, i mercanti, gli agricoltori commerciali ed i professionisti. I Whig sfruttarono i giornali in modo efficace e presto adottarono le entusiasmanti tecniche di campagna che attirarono alle urne dal 75 all'85% degli elettori aventi diritto. Abraham Lincoln emerse presto come leader whig nell'Illinois, dove però era molto noto un politico per alcuni aspetti ancora più talentuoso, Stephen A. Douglas. I Democratici si dimostrarono meno abili dei Whig nello sfruttare l'attività giornalistica, compensando però questa debolezza con l'enfasi sulla propria lealtà al partito. Come dimostrò persino Douglas, chiunque partecipasse ad una convention (congresso) democratico, a qualsiasi livello da distrettuale a nazionale, era tenuto a sostenere il candidato finale, che gli piacesse o meno. Questa intransigente regola produsse numerose separazioni, ma, nel complesso, permetteva ai Democratici di controllare e mobilitare i propri ranghi serrando le file in modo più efficace di quanto non facessero i Whig.

### Debolezze whig

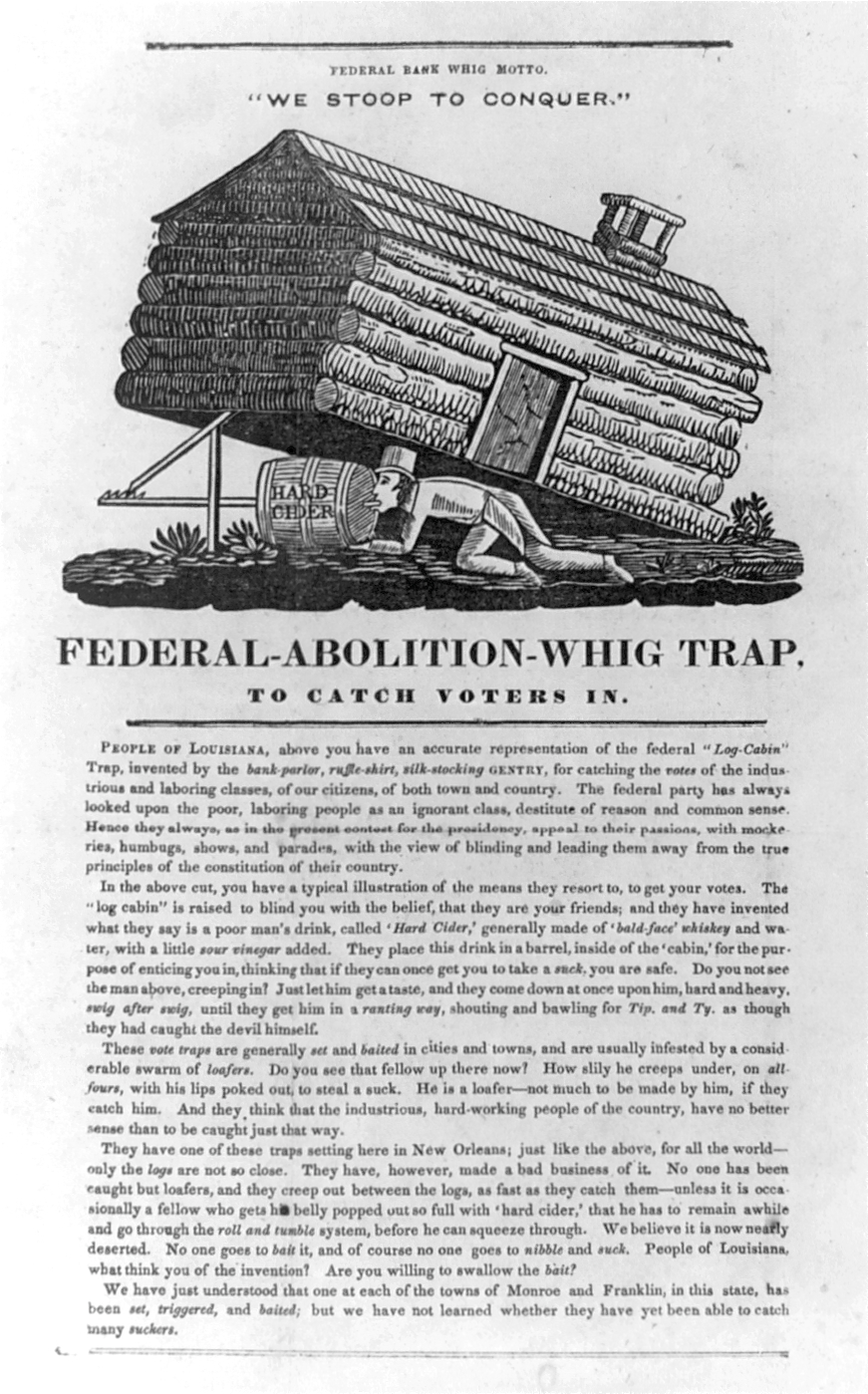
Manifesto democratico nel 1840 che avvertiva che la campagna Log Cabin dei Whigs era una trappola per i poveri

Una debolezza fondamentale del partito Whig fu l'incapacità di prendere posizione sulla schiavitù. Trattandosi di una coalizione di repubblicani nazionali degli Stati del Nord e "nullificatori" degli Stati meridionali, i Whig avevano opinioni opposte sulla schiavitù nelle due aree geografiche. Di conseguenza, il partito Whig poté operare con campagne di successo fintanto che la questione della schiavitù venne ignorata, o, quantomeno, ritenuta meno rilevante.
All'inizio degli anni 1850, la questione della schiavitù divenne predominante nel panorama politico ed i Whig, incapaci di sintetizzare un approccio organico sul punto, iniziarono a disintegrarsi. Alcuni Whig indugiarono, sostenendo che erano repubblicani al nord e democratici al sud, erano l'unico partito politico in grado di preservare l'Unione. Nel 1856, i Whig appoggiarono la campagna Know Nothing di Millard Fillmore e nel 1860 hanno il ticket presidenziale espresso dall'Unione costituzionale di John Bell, ma con lo scoppio della guerra civile, nel 1861, il partito Whig cessò di esistere.
Nella maggior parte delle città, i cittadini più in vista erano Whig e controllavano uffici e giurisdizioni locali, oltre a diversi uffici statali. Ciò permise al processo politico di produrre risultati misti. A Springfield, Illinois, una forte enclave Whig, inserita in una regione fortemente democratica, le analisi dei risultati elettorali mostrano come l'ascesa dei Whig ebbe luogo nel 1836, in opposizione alla candidatura presidenziale di Martin Van Buren, e fu consolidata nel 1840. I risultati sui Whig di Springfield e le loro caratteristiche tendono a convalidare gli esiti emersi dagli studi storici condotti su altre aree: erano in gran parte nati nel New England o nel Kentucky, professionisti o proprietari di fattorie e fedeli all'organizzazione del partito. La stessa carriera di Abraham Lincoln rispecchia l'ascesa politica dei Whig a Springfield, ma nel 1840 la città iniziò a spostarsi verso i Democratici, poiché i movimenti migratori mutarono la struttura sociale e politica, tanto che, nelle elezioni presidenziali del 1860, Lincoln riuscì a malapena a vincere la città.

### Democratici dominanti nel 1852
Nel 1850 la maggior parte dei leader del partito democratico aveva accettato molte idee dei Whig e nessuno poteva negare che la modernizzazione economica delle fabbriche e delle ferrovie stesse procedendo in modo rapido. I vecchi dissapori legati ai problemi economici scomparvero nello stesso periodo in cui vecchi leader, come Calhoun, Webster, Clay, Jackson e Polk, uscirono di scena. Lo scenario però era lontano da una concordia reale perché si andavano delineando nuove diatribe emerse proprio con lo sviluppo economico, in particolare le questioni della schiavitù, del nativismo e della religione. Quelle del 1852 furono le ultime elezioni per i Whig che, a partire dalla successiva, non riuscirono più a presentare candidati potenzialmente vincenti. Tutti si resero presto conto che i Whig avrebbero potuto vincere solo se i Democratici si fossero spaccati in due. Dal 1852, dopo la ricomposizione causata dalla rivolta del Free Soil, il dominio democratico sembrava assicurato. Il partito Whig ed i suoi esponenti seguirono le mozioni, ma sia i ranghi che i leader si ritirarono in silenzio, in attesa di tempi migliori. Si erano ormai create le condizioni per la nascita del terzo sistema bipartitico.

### Biografici
- Brands, H. W. (2005) Andrew Jackson: His Life and Times
- Cole, Donald B. (1984). Martin Van Buren and the American Political System
- Foner, Eric. "Lincoln, the Law, and the Second Party System," in The Fiery Trial: Abraham Lincoln and American Slavery (2010) ch 2
- Johannsen, Robert W. Stephen A. Douglas (1997).
- Leahy, Christopher J. "President without a Party: The Life of John Tyler" (LSU, 2020), a major scholarly biography; excerpt also online review
- Remini, Robert V. (1998). The Life of Andrew Jackson, abridged version of his 3-volume biography
- Robert V. Remini, Martin Van Buren and the Making of the Democratic Party, 1959.
- Robert V. Remini, Henry Clay: Statesman for the Union, W. W. Norton & Company, 1991, ISBN 0-393-31088-4.
- Robert V. Remini, Daniel Webster, 1997.
- Syrett, Harold C. Andrew Jackson: His Contribution to the American Tradition
- Van Deusen, Glyndon G. The life of Henry Clay (1979) online
- Van Deusen, Glyndon G. Thurlow Weed, Wizard of the Lobby (1947) online

### Studi locali, regionali e statali
- Arthur Charles Cole, The Whig Party in the South, 1913.
- Formisano, Ronald P. (1971). The Birth of Mass Political Parties: Michigan, 1827-1861
- Ronald P. Formisano, The Transformation of Political Culture: Massachusetts Parties, 1790s–1840s, 1983.
- Richard P. McCormick, The Second American Party System: Party Formation in the Jacksonian Era, 1966., covers each state. online
- Mueller, Henry R. The Whig Party in Pennsylvania
- Ratcliffe, Donald J. The Politics of Long Division: The Birth of the Second Party System in Ohio, 1818-1828. (2000). 455 pp.
- Walton, Brian G. "The Second Party System in Arkansas, 1836-1848." Arkansas Historical Quarterly 28.2 (1969): 120-155. online
- Winkle, Kenneth J. "The Second Party System in Lincoln's Springfield." Civil War History (1998) 44(4): 267–284. ISSN 0009-8078 (WC · ACNP)

### Fonti primarie
- Blau, Joseph L. ed. Social Theories of Jacksonian Democracy: Representative Writings of the Period 1825-1850 (1947), 386 pages of excerpts
- Hammond, J. D. History of Political Parties in the State of New York (2 vols., Albany, 1842).
- Daniel Walker Howe, The American Whigs: An Anthology, 1973.